# Graben 33 (Weimar)

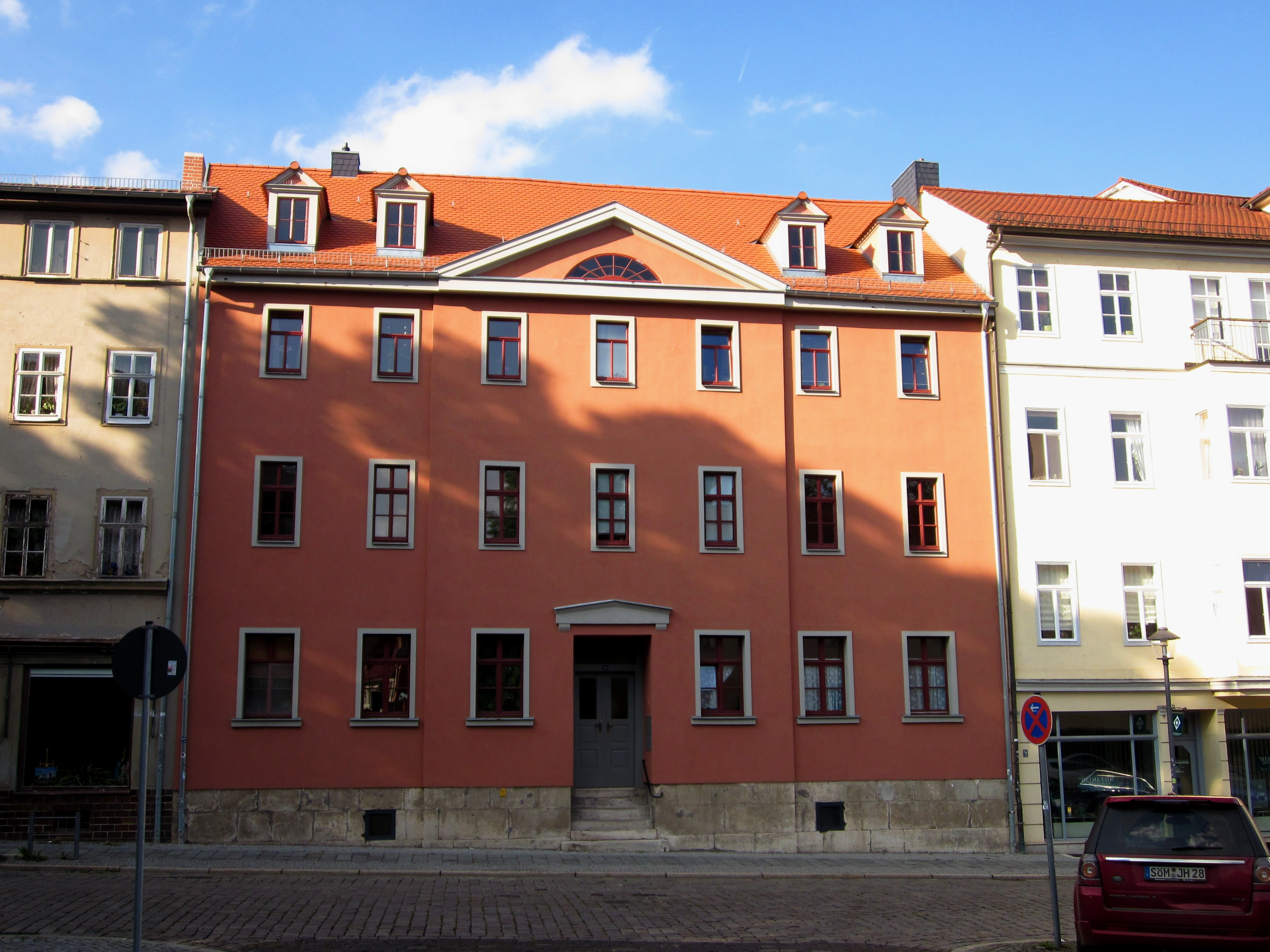
Am Graben 33

Das Haus Am Graben 33 ist ein klassizistisches Wohn- und Geschäftshaus in der Altstadt von Weimar.
Dieser mehrgeschossige schlichte Wohn- und Geschäftsbau fällt durch das Halbrundfenster unter dem Dachgiebel an der Fassade auf. Derartige Gestaltungsmuster sind typisch für den einstigen Weimarer Oberbaudirektor Clemens Wenzeslaus Coudray. Das Dach besitzt Dachgauben. Der Sockelbereich des verputzen Hauses ist aus Kalkstein. Der Eingang mit einer Treppe ist in der Mitte angeordnet. In diesem Hause wohnte der Weimarer Hofmaler Johann Joseph Schmeller.
Das Haus Graben 33 ist in der Liste der Kulturdenkmale in Weimar verzeichnet.